# 루한스크 국경 초소 포위전
루한스크 국경 초소 포위전은 2014년 6월 2일부터 4일까지 이틀간 발발한 우크라이나 루한스크주 외곽 국경 곳곳에서 일어난 전투이다.

## 배경
2014년 우크라이나 혁명 이후, 우크라이나 동부에는 친러시아 시위가 일어났다. 이들은 공공기관 건물 점령을 시도했고 정부군이 탈환했지만 4월 6일 루한스크의 우크라이나 보안원 본부는 시위대가 점령했다.
4월 29일, 지방청사 건물 및 검찰청 청사 같은 주요 건물들이 장악당했다. 곧, 시위대들은 기타 도시들을 점령하며 세력을 확장했고 5월 11일 열린 2014년 루한스크 주 주민 투표에서 96% 지지율로 독립을 지지하면서 루한스크 인민 공화국이 독립했다.
루한스크 국경에는 분리주의자들이 국경을 넘기 위해 강렬한 공격을 시도했지만 격퇴했다.

## 전투
6월 2일 오전 12시 30분, 반정부군 100명이 루한스크 국경을 공격했지만 방위군과 교전하면서 후퇴했다. 그러나, 반정부군의 숫자가 400명으로 늘어나고 국경방위군은 반정부군이 주거 지역 근처 아파트 옥상에서 총을 쏘기 시작했다고 말했다. 반정부군은 국경방위군에게 자동소총 및 RPG를 이용하여 공격했다. 비행기 한대가 반정부군을 진압하기 위해 국경수비대를 지원하려 시도했다. 국경방위군에 따르면, 무장 세력들 중 일부는 러시아에서 온 외국인 병력이라고 말했다.
우크라이나 전투기가 국경 수비대를 지원하기 위해 루한스크의 반정부군 거점에 대한 공습을 시작했다. 적어도 우크라이나 공군 전투기 하나가 로켓을 발사하여 루한스크 주청사에 맞아 민간인 8~13명이 사망했다. 우크라이나 정부는 그들은 책임이 없다고 말했고, 이 공격은 불발한 반정부군의 RPG 때문에 일어난 일이라고 말했다. 그러나, 다음 날 "제한된 관찰"을 기반으로 한 유럽 안보 협력 기구 보고서에서 항공 공격으로 인한 폭발을 비판했다. 군 당국은 루한스크 지역에서 하루에 약 150회의 공습이 있었다는 것을 인정했다.
다음날까지 강렬한 전투가 계속되었다. 첫날까지 국경수비대가 계속 남아 있으면서 공격은 실패했고, 국경수비대는 7명의 부상자가 나왔다.
6월 3일, 상황이 안정되었지만 반정부군은 국경 초소에 대한 포위전을 계속했다. 국경방위군 대변인에 따르면, 포위한 반정부군에는 카자크도 있었다고 말했다. 또한, 대변인은 우크라이나 정부군이 포위를 뚫기 위해 오고 있다고 말했다. 루한스크 주의 "시민의 주지사"인 발레리 볼로토프는 국경 수비대가 저녁까지 후퇴하지 않을 경우 "땅에 얼굴을 댈 것"이라고 말했다. 러시아는 유엔안전보장이사회에 긴급 회의를 요청했다. 러시아는 우크라이나가 자국민에게 범죄를 저지르고 있다고 말했다.
6월 4일, 우크라이나 국경방위대가 항복했다. 이들은 국경 초소에서 철수했으며, 다른 장소에서 다시 집결했다. 반정부군은 국경 초소 뿐 아니라 루한스크 근처의 우크라이나 국가방위군 기지 및 슬로비얀시크의 방위군 초소도 점령했다. 국가방위군 기지는 탄약이 다 떨어진 이후 함락되었으며, 반정부군은 루한스크 국경 초소의 탄약 및 폭발물을 장악했다.